# IZh-27
A MP-27 (em russo:  МП-27) é uma espingarda de cano duplo.

## História
A IZh-27 foi projetada no início da década de 1970 como sucessora da IZh-12. As primeiras espingardas em série padrão foram fabricadas em 1972 e a produção em massa teve início em 1973.
Em 1985, a IZh-27 e a TOZ-34 eram as espingardas de caça mais comuns na União Soviética. Além disso, diversas dessas espingardas foram vendidas no exterior.
Na década de 1990, teve início a produção da variante IZh-27MM (IZh-27M com câmara para cartuchos 12/76mm Magnum).
Em setembro de 2008, a IZh-27 foi renomeada para MP-27. Mais de 1,5 milhão de espingardas IZh-27 foram fabricadas.

## Projeto
A IZh-27 é uma espingarda sem cão, com canos sobrepostos.
Os canos cromados são feitos de aço 50RA tratado termicamente (сталь 50PA).
Possui coronha e guarda-mão de nogueira ou faia. Algumas espingardas eram equipadas com almofada de recuo de borracha.

## Variantes
- IZh-27 (ИЖ-27)[7][6]
  - IZh-27-1S (ИЖ-27-1С), com um único gatilho seletivo.[6]
- IZh-27E (ИЖ-27Е), com ejetores automáticos[6] - desde 1973.[7]
  - IZh-27E-1S (ИЖ-27Е-1С), com ejetores automáticos e um único gatilho seletivo[6] - em 1976 foi premiada com a medalha de ouro da Exposição de Brno.[14]
- IZh-27ST (ИЖ-27СТ), com canos de 760 mm,[15] 3,3 - 3,4 kg.[13]
- IZh-27SK (ИЖ-27СK), com canos de 660mm,[15] 3,2 - 3,3 kg.[13]
- IZh-27M (ИЖ-27М),[16] em setembro de 2008, foi renomeada para MP-27M.[12]
- IZh-27MM (ИЖ-27МM)[11]

## Operadores
- União Soviética - era permitida como arma de caça civil.[7][13][2]
- Bielorrússia - é permitida como arma de caça civil.[17]
- Bulgária[18]
- Cazaquistão - é permitida como arma de caça civil.[19]
- Moldávia - é permitida como arma de caça civil.[20]
- Rússia - é permitida como arma de caça civil.[11]
- Estados Unidos - a European American Armory começou a importar espingardas IZH-27 da Rússia em 1999.[1] Em janeiro de 2004, foi assinado um contrato entre a Remington Arms (Madison, Carolina do Norte) e a Fábrica Mecânica de Ijevsk.[21] Em 2005, a Remington Arms começou a importar espingardas IZH-27 da Rússia, comercializadas e distribuídas como Remington Spartan 310.[22][23] A Remington encerrou a importação da espingarda em 2009.